# Cattelin

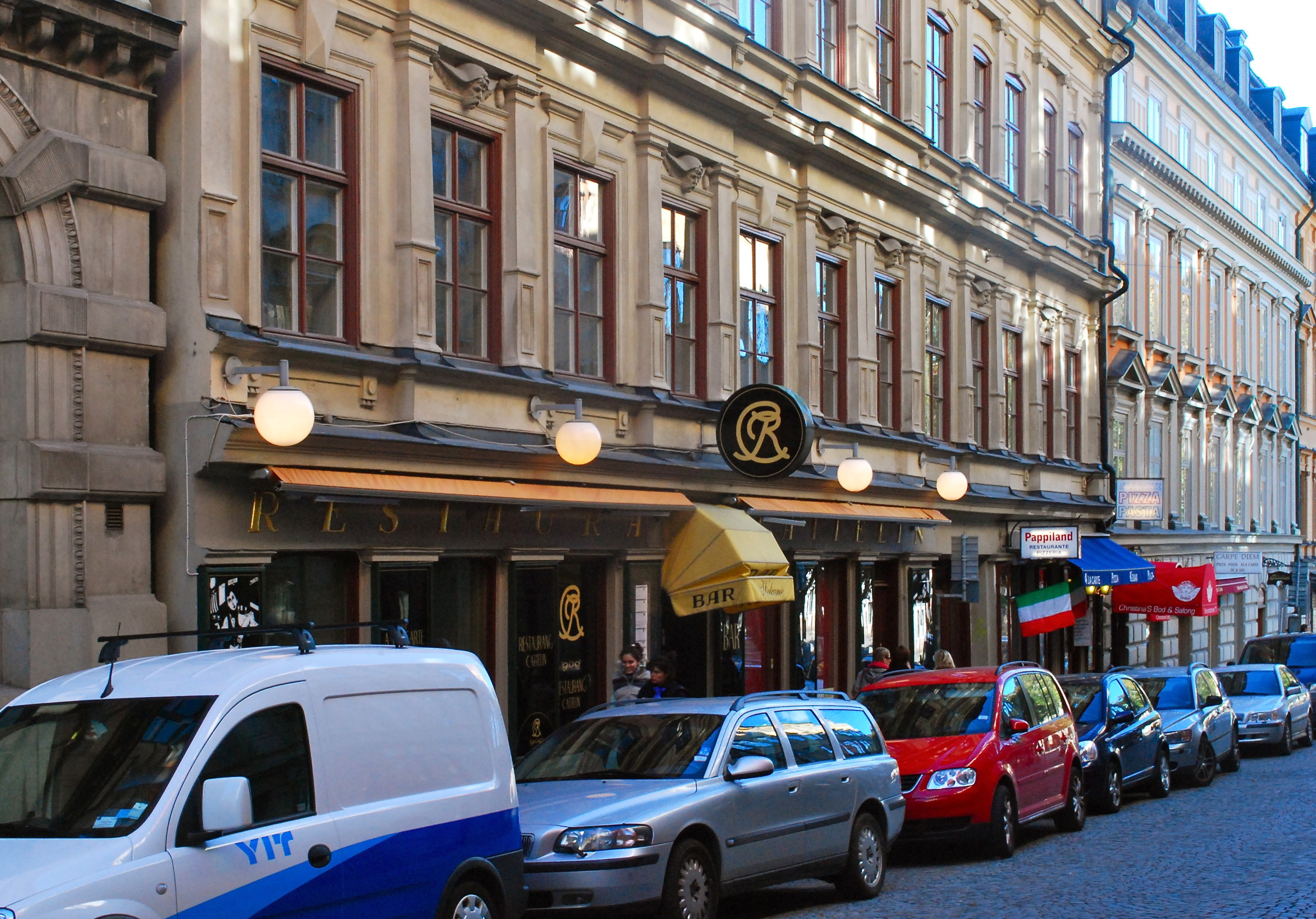
Restaurang Cattelin i september 2010.

Cattelin var en anrik restaurang på Storkyrkobrinken 9 i Gamla stan, Stockholm. Restaurangen, som hade fransk inriktning öppnade 1922 av köksmästaren Jules Cattelin och stängde 2011.

## Historik

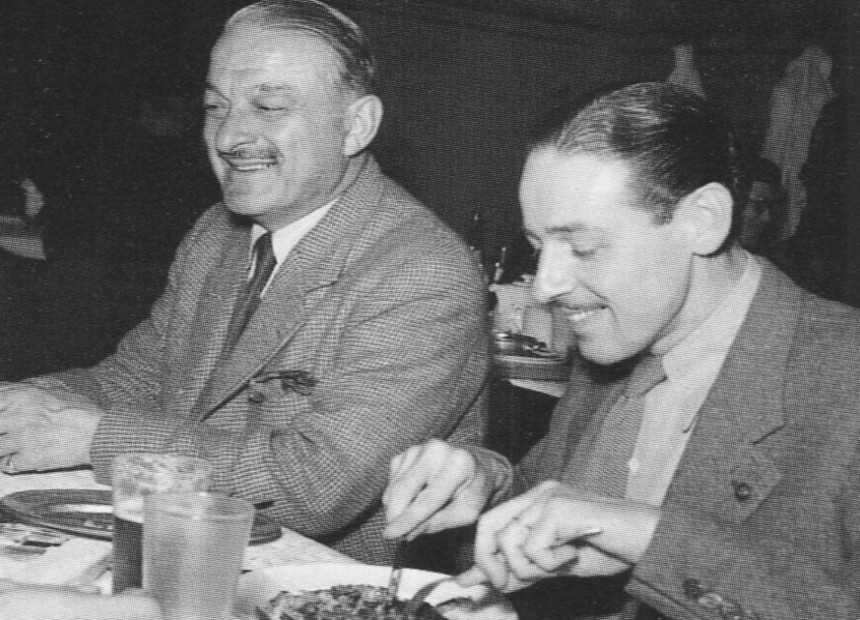
Jules Claude Cattelin (t.v.) 1944.

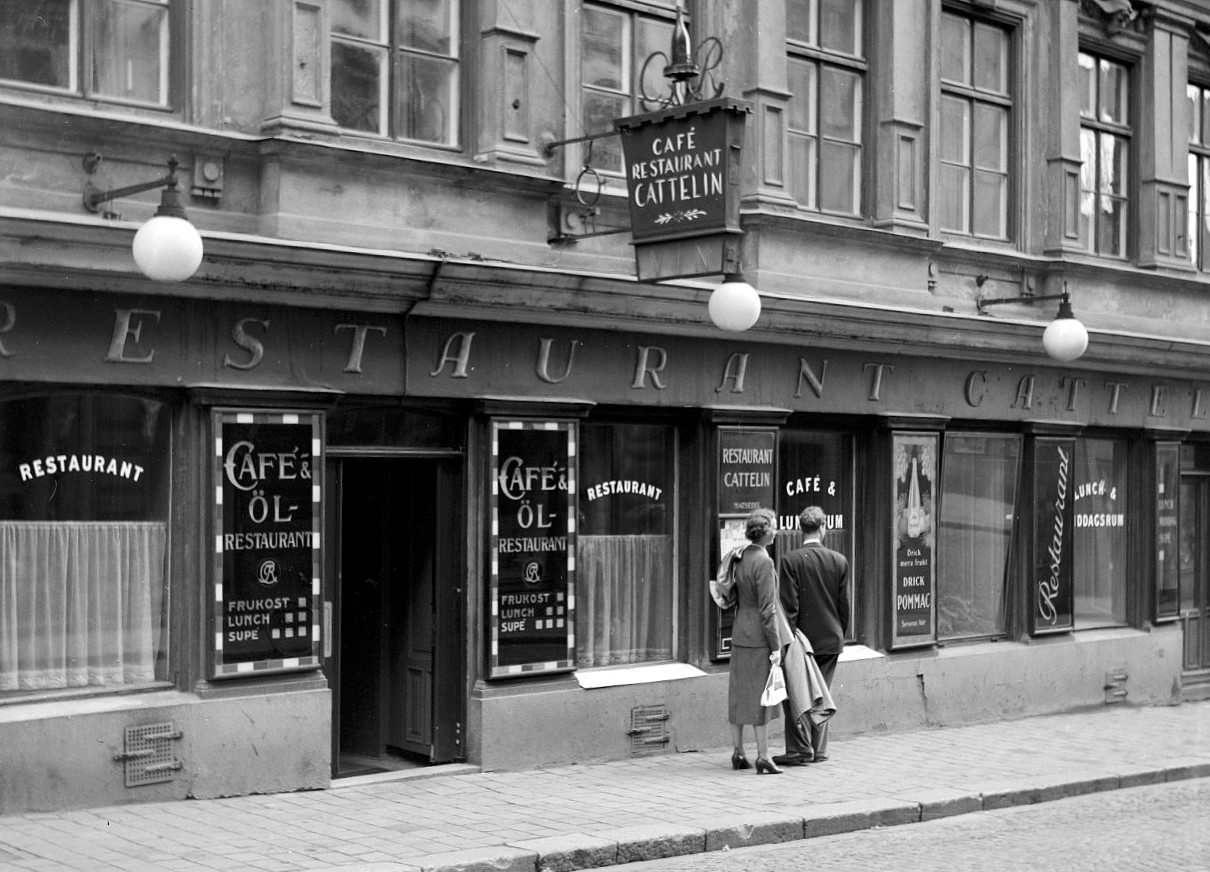
Restaurant Cattelin, 1950-tal.

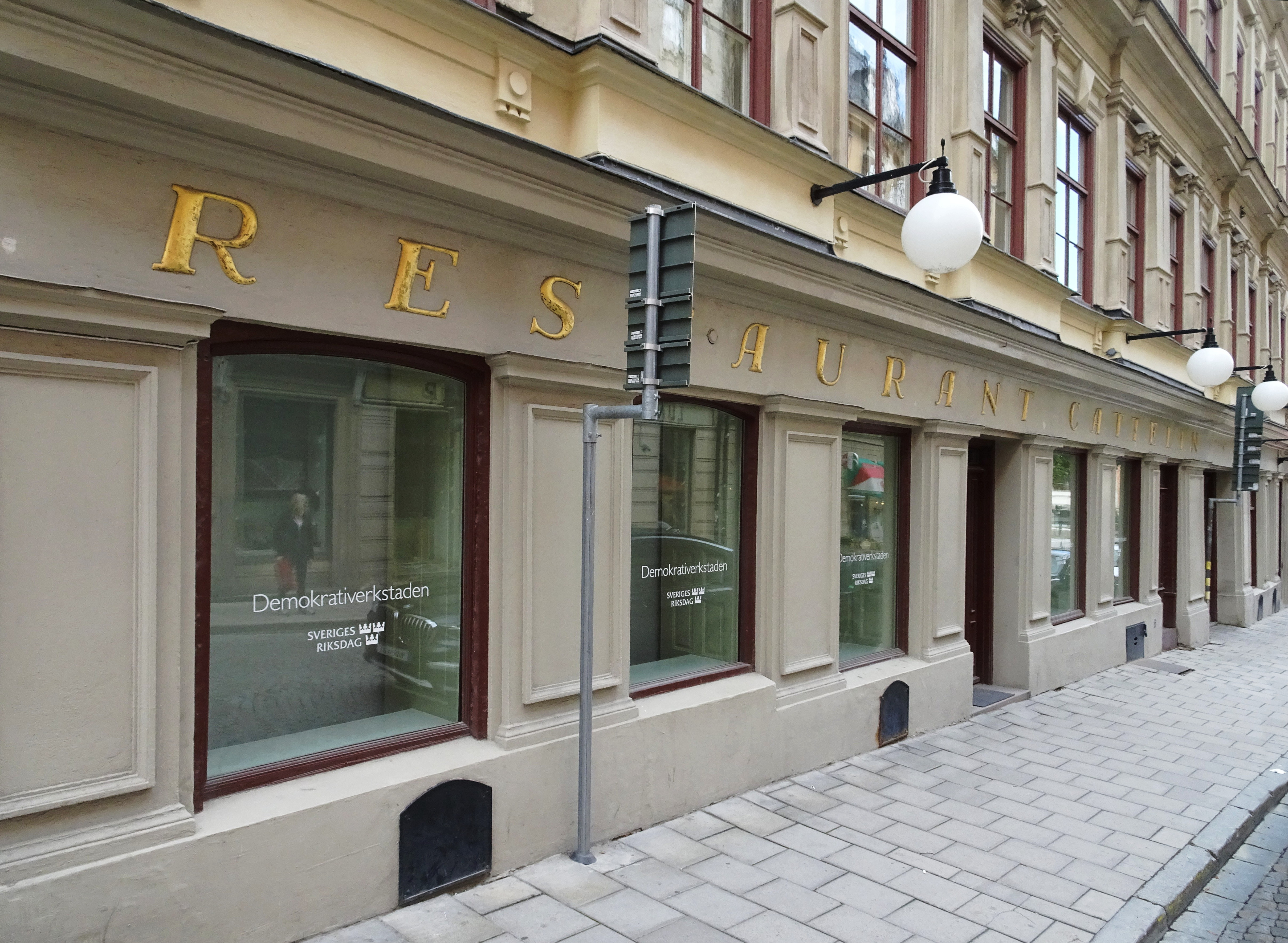
Fasaden i september 2019.

Restaurant Cattelin öppnades år 1922 av den fransk-belgiske kocken Jules Claude Cattelin som i samband med Allmänna konst- och industriutställningen 1897 kom till Stockholm. Till en början arbetade han bland annat som kock på Restaurang Rosenbad, Hasselbacken och Restaurant Kronprinsen. 1922 etablerade han en egen verksamhet under eget namn i kvarteret Mercurius vid Storkyrkobrinken 9 där han övertog den tyskinspirerade ölstugan Zum Heidelberg. Ölstugan öppnade här 1910 i lokaler som disponerades sedan 1858 av Landelius konditori. Landelius flyttade samtidigt till Strandvägen 7 och öppnade en filial vid Storkyrkobrinken 16.
Jules Claude Cattelin drev sitt ställe med fast hand tillsammans med sin hustru Gerda som han träffat på Kronprinsen. Gerda Cattelin skötte kassan och var kallskänka. Så småningom kom även dottern Gertrud in i verksamheten. På 1920-talet dekorerades väggarna med Stockholmsmotiv målade av konstnären Axel Hörlin. Restaurant Cattelin blev ett familjeföretag med Jules Claude Cattelin som ”patron”. Miljön på Cattelin var internationell och hit kom ämbetsmän från närbelägna statliga verk samt folk från hovet, domstolar och officerare från försvarsstaben.
På menyn fanns till en början svensk och fransk husmanskost, och restaurangen var en blandning av ölkafé och matservering. Med tiden förvandlade Patron Cattelin sitt ställe till en äkta fransk kvarterskrog med bland annat sniglar på matsedeln, vilket var en nyhet i Stockholm. Sniglarna levererades levande från Drottningholm och andra delar av Mälardalen och gratinerades sedan i vitlökssmör. Det sägs att dåvarande stadsträdgårdsmästaren Holger Blom lärde sig att äta sniglar på Cattelin.

## Nya ägare tar över
I början av 1940-talet tröttnade Cattelin på andra världskrigets kristider och beslöt att sälja sin restaurang till Harry Uhr, som var kökschef på Carlton. Efter några år kom även Kjell Blekenberg till Cattelin som utvecklades av båda till ett av Stockholms kända matställen. Båda hade gått i skola hos den kände källarmästaren Julius Carlsson på Bacchi Wapen. Därifrån tog de med sig Oxfilé Provençale som skulle bli Cattelins paradrätt.
Närheten till det dåvarande Kanslihuset bidrog till att många politiker kom sig hit, bland dem Gunnar Sträng, Alva Myrdal och Per Albin Hansson. Regeringen hade stående bord på Cattelin fram till 1945, då Kanslihuset fick eget kök och egen matsal. Även kung Gustav VI Adolf gillade Cattelins kök, dock kom han aldrig själv hit utan lät hämta festmat till slottet. 
Till Cattelin sökte sig även många konstnärer som Isaac Grünewald, Lennart Jirlow, Einar Jolin, Olle Olsson Hagalund och Stig Dagerman. Cattelin drevs av Harry Uhr och Kjell Blekenberg fram till 1981. Sina recept samlade de i ”Cattelins kokbok” som utkom första gången 1978. Därefter följde många ägarbyten, kvalitén försämrades. I tv-programmet Melkers krogakut, avsnitt 4, från 2005 försökte kocken Melker Andersson reda ut restaurangens dåliga rykte och ekonomi. 
Nya ägarbyten följde dock och den anrika restaurangen kallades till slut i tv-programmet Kniven mot strupen (2010) för en ”sämre turistfälla”.

## Cattelin stänger
År 2011 tvingades restaurangen trots protester att stänga. Anledningen var att Riksdagsförvaltningen sagt upp hyresavtalet, då delar av kvarteret skulle renoveras och lokalen i framtiden användas till annat. Idag finns riksdagens ”Demokrativerkstad” för högstadieelever i Cattelins gamla lokaler. Väggmålningarna finns kvar men täcktes över av nya innerväggar. Bara guldbokstäverna ”Restaurant Cattelin” på fasaden påminner om den anrika restaurangen som fanns där under nästan 90 år. Claude Jules Cattelin avled 1950 och fann sin sista vila på Norra begravningsplatsen.

## Cattelin i kulturen
- I inledningen av Stieg Trenters kriminalroman Farlig Fåfänga äter Harry Friberg favoriträtten kalvhjärna på Cattelin.[6]